# Ulička hanby
Ulička hanby nebo pochod hanby je situace, například výchovný trest nebo pocit propadnutí se hanbou, kdy je osoba nebo skupina osob nucena sama projít kolem davu přihlížejících lidí za zahanbujících, trapných, ponižujících či jinak nepříjemných okolností, než zmizí z jejich dohledu. Při procházení uličkou hanby přihlížející buď dotyčnou osobu či skupinu osob pozorují mlčky, nebo ji počastují nadávkami, urážkami, výčitkami atd.

## Historie
V roce 1483 uspořádal anglický král Richard III. uličku hanby pro krásnou komornou Elizabeth „Jane“ Shoreovou, která byla přezdívaná „Růže Londýna“. Po rozvodu o čtyři roky dříve nastoupila jako služebná k dvoru Edwarda IV., jenž měl do ní být zamilovaný. Po jeho smrti se stala terčem intrik a obvinění ze spiknutí proti jeho nástupci, Richardu III. Shoreová měla za trest projít ulicemi Londýna spoře oděná, jen v hrubé košili. Podle dobových pramenů jí lidé sprostě nadávali a uráželi ji, ale neublížili fyzicky. Po pochodu byla na krátkou dobu vězněna v Ludgate.

## Ve sportu
Během sportovního klání zažije někdy uličku hanby konkrétní sportovec nebo celý tým, pokud předvede představení hrubě odporující pravidlům, sportovnímu duchu nebo očekávanému sportovnímu výkonu. 
Nejběžnějším příkladem je vyloučení z utkání, například obdržením červené karty za hrubý faul či nesportovní chování. Vyloučený hráč poté musí opustit hrací plochu a zamířit předčasně pod sprchu do útrob sportoviště. Jeho odchod sledují všichni diváci, spoluhráči, protihráči i pořadatelé a je v některých případech nazýván pochodem hanby (anglicky walk of shame), zvláště v momentech, když se vyloučený hráč vzteká nebo je na něm příliš vidět sklíčenost. Pochod hanby vyloučeného hráče bývá umocněn skandujícími fanoušky soupeře, obzvlášť v případě fotbalového utkání, kteří vyloučeného častují urážkami a nadávkami.
Příkladem, kdy musí uličkou hanby projít celý tým, je po utrpěném debaklu od soupeře po sérii špatných a nepřesvědčivých výkonů. Hráči tedy musí při odchodu do kabin snést pískání, bučení a jiné projevy od svých vlastních fanoušků.

## V umění
- Hra o trůny: Královna Cercei musí za trest projít uličkou hanby, tvořenou rozzuřeným davem, zcela nahá.[1]
- Ulička hanby: Reportérka usilující o novou práci se snaží dát do pořádku pro pracovní pohovor po prohýřené noci.[6]